# Stavangerfjord (Schiff, 1918)
Die Stavangerfjord (I) war ein 1918 in Dienst gestelltes Passagierschiff der norwegischen Reederei Den norske Amerikalinje, das als Transatlantikdampfer zwischen Norwegen und den USA verkehrte. Sie wurde 1940 in Oslo beschlagnahmt und diente der deutschen Kriegsmarine während des Zweiten Weltkriegs als Trossschiff. Nach dem Krieg war sie wieder im zivilen Passagierverkehr auf dem Nordatlantik, bis sie 1964 in Hongkong abgewrackt wurde.

## Frühe Jahre

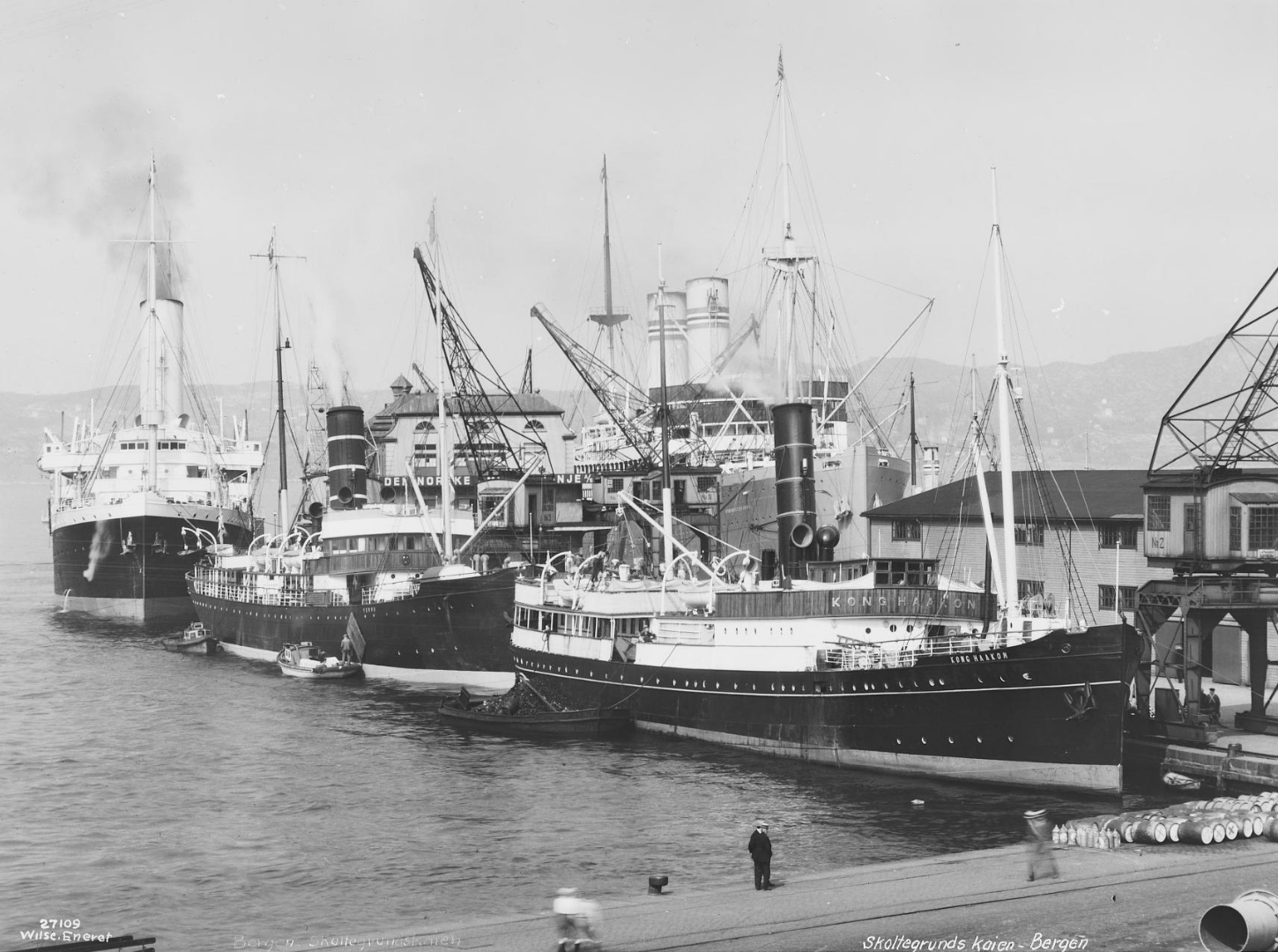
Im Hafen von Bergen (ganz im Hintergrund)

Das Dampfschiff Stavangerfjord wurde für die norwegischen Reederei Den norske Amerikalinje A/S (NAL), die im englischen Sprachraum als Norwegian-America Line bekannt war, auf der Werft Cammell, Laird & Company in der englischen Hafenstadt Birkenhead gebaut. Sie lief am 21. Mai 1917 vom Stapel. Ihre Maße beliefen sich auf 12.977 BRT, 7527 NRT und 9814 Tonnen unter Deck. Das aus Stahl gebaute Passagierschiff war 162,3 Meter lang, 19,57 Meter breit und hatte einen maximalen Tiefgang von 8,93 Metern.
Die Stavangerfjord wurde von zwei vierzylindrigen Vierfachexpansions-Dampfmaschinen angetrieben, die ebenfalls bei Cammell, Laird & Company hergestellt wurden und 1567 PSi leisteten. Sie hatte zwei Schornsteine, zwei Propeller und zwei Masten und konnte eine maximale Geschwindigkeit von 16 Knoten erreichen. Zum Verbrennen der Kohle dienten acht Einender-Dampfkessel mit insgesamt 32 Feuerstellen. Der Dampfer war mit elektrischem Licht, drahtlosem Funk und einem doppelten Boden ausgestattet. Der Schiffsrumpf war mit zehn Schotts ausgerüstet. Die Passagierkapazitäten lagen bei 88 Reisenden der Ersten, 318 der Zweiten und 830 der Dritten Klasse.

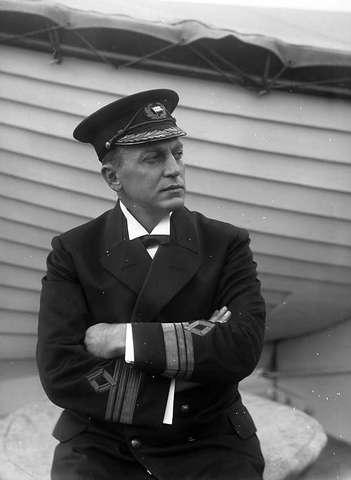
Kjeld Stub Irgens, Kapitän der Stavangerfjord (Foto von Anders Beer Wilse)

Am 29. April 1918 legte die Stavangerfjord unter dem Kommando von Kapitän Kjeld Stub Irgens in Birkenhead zu ihrer Jungfernfahrt nach New York ab. Irgens hatte zuvor schon die Bergensfjord kommandiert. Nach ihrer Ankunft in New York wurde das Schiff aufgelegt, bis es am 11. September 1918 wieder nach Oslo auslief. Am 5. Oktober 1918 lief die Stavangerfjord zur ersten Fahrt auf ihrer geplanten Route von Oslo über Kristiansand, Stavanger und Bergen nach New York aus.
1924 wurde von Kohle- auf Ölverbrennung umgestellt und 1932 wurden zwei Bauer-Wach-Abdampfturbinen der AG Weser (Bremen) nachgerüstet, wodurch die Leistung für jeden Propeller auf 2175 PS anstieg. Die Passagierunterkünfte wurden so umgeändert, dass nur noch Passagiere der Kabinenklasse und der Dritten Klasse befördert wurden. 1930 änderten sich die Kapazitäten erneut, sodass von da an maximal 147 Passagiere in der Kabinenklasse, 207 in der Touristenklasse und 820 in der Dritten Klasse an Bord genommen werden konnten. Die Schiffsvermessung erhöhte sich durch die Umbauten auf 13.156 BRT. 1937 wurde die Stavangerfjord erneut modernisiert und ihre Schornsteine wurden gekürzt.

## Zweiter Weltkrieg
Am 9. Dezember 1939 legte das Schiff in New York zu seiner letzten Fahrt nach Oslo ab, wo es anschließend aufgelegt wurde. Am 20. September 1940 wurde es nach der deutschen Besetzung Norwegens von der Kriegsmarine beschlagnahmt und bis zum Ende des Zweiten Weltkriegs als Wohnschiff verwendet. Im August 1945 wurde die Stavangerfjord von den Alliierten als Truppentransporter für Fahrten von Norwegen nach New York verwendet.

## Späte Jahre
1946 ging die Stavangerfjord wieder an ihre Reederei zurück und wurde generalüberholt. Sie konnte fortan 122 Fahrgäste in der Ersten Klasse, 222 in der Kabinenklasse und 335 in der Touristenklasse befördern. Am 31. Mai 1946 legte sie in Oslo zu ihrer ersten Nachkriegsfahrt über Bergen nach New York ab.
Am 9. Dezember 1953 verlor sie mitten auf dem Nordatlantik in stürmischem Wetter ihr Ruder und musste von der Lyngenfjord, einem Frachtschiff derselben Reederei, und dem britischen Schlepper Turmoil nach Bergen begleitet werden. 1956 erhöhte sich der Rauminhalt durch erneute Umbauten der Räumlichkeiten (66 Erste Klasse, 184 Kabinenklasse, 402 Touristenklasse) auf 14.015 BRT. Am 18. November 1963 lief die mittlerweile 45 Jahre alte Stavangerfjord in Oslo zu ihrer letzten Fahrt über Kopenhagen und Stavanger nach New York aus, wo sie am 3. Dezember wieder in Richtung Bergen und Oslo auslief. 1964 wurde sie in Hongkong beim Abbruchunternehmen Patt Manfield & Co. Ltd. abgewrackt.